# شوره‌دل
شوره‌دل یکی از روستاهای استان آذربایجان شرقی است که در دهستان آغمیون بخش مرکزی شهرستان سرآب واقع شده‌است.

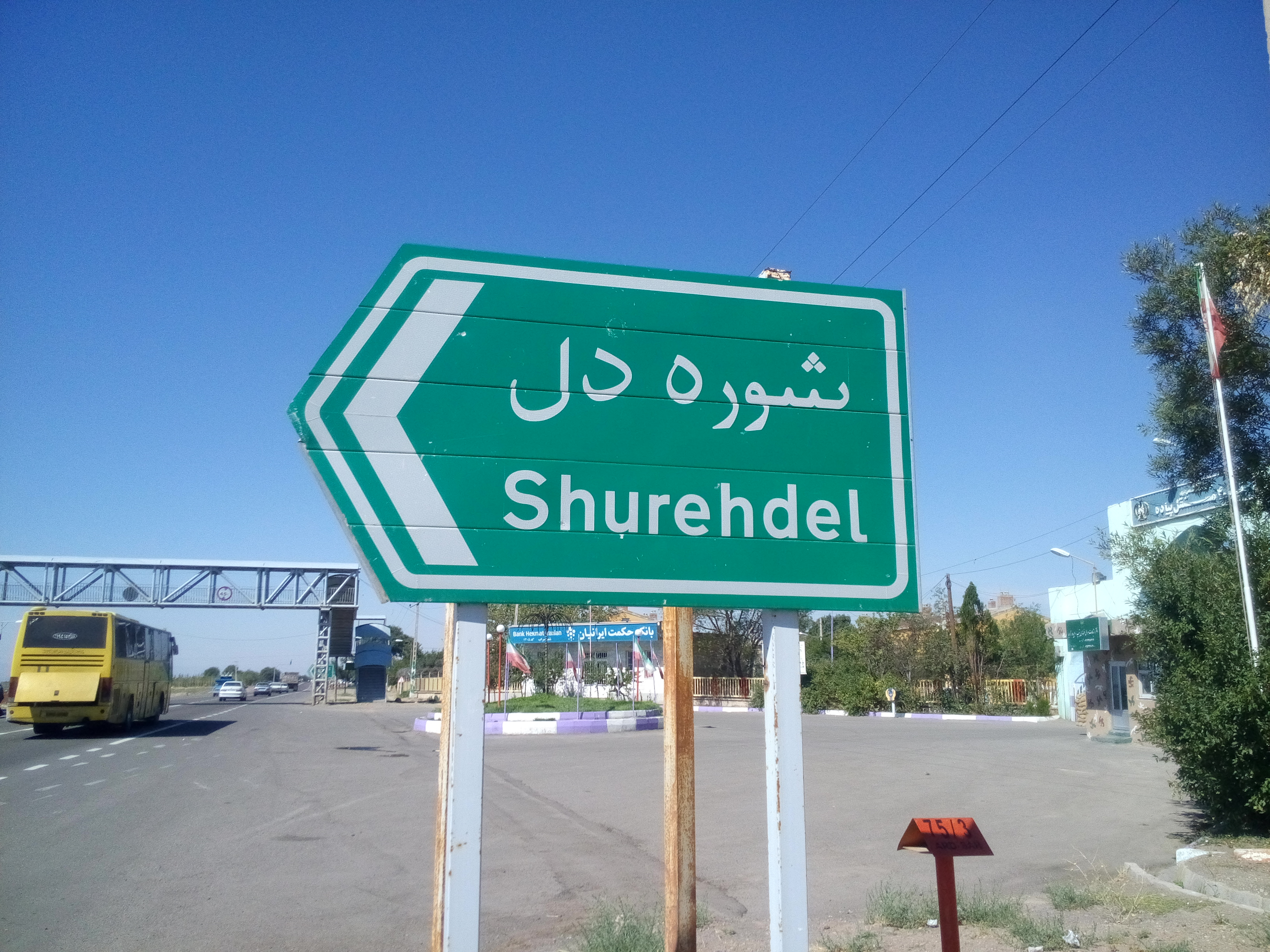
شوره‌دل

روستای شوره‌دل (قره‌خان سابق) این روستا دارای راه اسفالته ۳ کیلومتری روبه‌روی پادگان سرآب واقع در کیلومتر ۱۰ جاده سرآب به اردبیل است. در کتب قدیمی گفته شده این روستا در مسیر راه ابریشم بوده وجود اشیاء زیر خاکی و گورستان چند هزار ساله باعث کاوش‌های بسیاری شده‌است. روستای شوره‌دل در کشاورزی هم جز روستاهای پیشرو می‌باشد و از محصولات آن می‌توان لوبیا سیب زمینی، یونجه، جو و گندم اشاره کرد.

## جاذبه‌ها
روستای شوره‌دل به واسطهٔ موقعیت جغرافیایی شهرستان سرآب (قرار گرفتن مابین دو رشته کوه بزقوش در جنوب و ارتفاعات سبلان در شمال)، دارای آب و هوایی سرد و کوهستانی است که در تابستان معتدل و در زمستان‌ها بسیار سرد است؛ و یکی از نقاط سردسیر کشور به‌شمار می‌رود. زبان امروزی ساکنان این روستا، ترکی آذربایجانی می‌باشد. 
اراضی روستا دارای خاکی بسیارمرغوب و حاصلخیز با قابلیت کشت انواع محصولات کشاورزی بوده و به همین سبب شغل اغلب اهالی شوره‌دل کشاورزی ودامداری می‌باشد و بیشتر اراضی این روستا زیر کشت محصولات کشاورزی آبی واقع گردیده است که منبع تأمین آب آن چاه‌های عمیق حفر شده و نیز سد طبیعی می‌باشد. عمده محصولات کشاورزی این روستا :گندم، جو، لوبیا، سیب زمینی و انواع گیاهان علوفه‌ای است.